# فابيو كولتورتي
فابيو كولتورتي (مواليد 3 ديسمبر 1980 في كرينز - سويسرا) لاعب كرة قدم سويسري يلعب حاليا لصالح نادي الدرجة الأولى لايبتسيغ الألماني منذ 2012 </ref> في مركز حارس مرمى.

## روابط خارجية
- فابيو كولتورتي على موقع الاتحاد الأوربي (الإنجليزية)
- فابيو كولتورتي على موقع قاعدة بيانات كرة القدم.إي يو (الإنجليزية)
- فابيو كولتورتي على موقع بيانات كرة القدم. دي إي (الألمانية)
- فابيو كولتورتي على موقع ناشيونال فوتبول تيمز (الإنجليزية)
- فابيو كولتورتي على موقع Soccerway.com (الإنجليزية)
- فابيو كولتورتي على موقع عالم كرة القدم.نت (الإنجليزية)
- فابيو كولتورتي على موقع كووورة
- فابيو كولتورتي على موقع AS.com (الإسبانية)